# Eshmoun

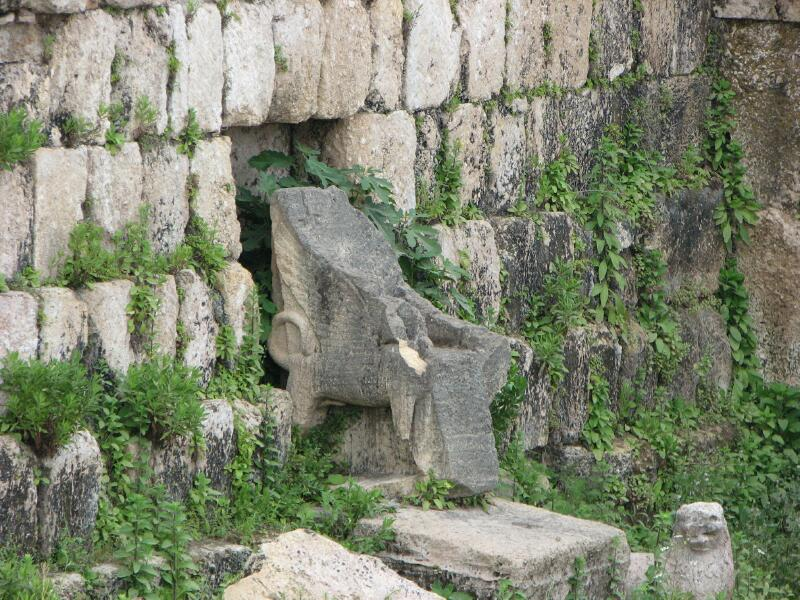
Ruines du temple phénicien d'Eshmun, construit au à Sidon.

Eshmoun ou Baal Eshmoun est un dieu phénicien de la ville de Sidon.
C'est une divinité de l'huile et de l'eau, un dieu guérisseur qui tire ses vertus thérapeutiques de la source Yidlal.
Eshmoun est assimilé à Asclépios chez les Grecs et Esculape chez les Romains.
Un sanctuaire lui est dédié à deux kilomètres au nord-est de Sidon, le temple d'Eshmoun.
Eshmoun est aussi un dieu punique (carthaginois) dont le temple a été le dernier lieu de résistance durant la troisième guerre punique.